# Апостол Јасон
Апостол Јасон је био један од седамдесет Христових апостола. Апостол Павле га спомиње у својој Посланици Римљанима (Рим 16,21). 
Био је рођак апостола Павла, родом из Тарса. Изабран је за епископа града Тарса.
Православна црква га прославља 28. априла по јулијанском календару.